# القرنة (لبنان)
القرنة هي قرية لبنانية تتبع لمحافظة عكار، شمال لبنان.
تتوسط القرنة تجمُّعًا للقرى يُسمّى جرد عكار، فهي تقع في دائرة جرد القيطع حيث يحدُّها من الشمال بلدة فُنَيدق ومن الشرق بلدة مشمش، ومن الجنوب بلدة بيت أيوب ومن الغرب بلدة القُرَيّات. كما تعلو القرنة عن سطح البحر بحوالي 1200 متر تقريبًا.

## الخصائص
يعمل أهل قرنة في شتى القطاعات، لا سيما الزراعة، بينما يفضّل معظم شبابها إمّا الانخراط في المؤسسات العسكرية (الجيش وقوى الأمن الداخلي وغيرهما) وإمّا الانتقال إلى طرابلس وبيروت للعمل في مؤسّساتها الصناعية والتجارية. هذا فضلًا عن وجود جالية لا بأس بها من أهالي البلدة الذين درسوا وعملوا في نفس الوقت أو هاجروت إلى بلدان أجنبية (وبخاصة أستراليا).
تتوفر القرنة على ثانوية واحدة ومدرسة رسمية واحدة أيضا؛ هذه الأخيرة تهتم بالمقاصد الإسلامية مُقارنة بالعلوم الأخرى، كما تحتوي على أربع مساجد فقط وهم مسجد القرنة القديم، مسجد الظهر، مسجد السراج المنير ثم مسجد كتيت القرانة.
محصول القرية من الفاكهة أكثر من الخضار؛ وذلك نظرًا إلى طبيعتها الجبلية ومناخها البارد. وفي الآونة الأخيرة (ما بعد 2010) تدنّى إنتاجها من الفاكهة لأسباب عدّة، وبقي التفّاح هو المنتوج الرئيس، مع فواكه أخرى _لكن بنسبة قليلة_ من قبيل الكرز، الخوخ، الدرّاق، المشمش، اللوز، الإيجاص.
حصلت بلدة القرنة عام 2012 على مجلس بلدي خاص بها؛ ويرجع له الفضل إلى حد ما في فك العزلة عن القرية من خلال شق الطرقات والقيام بالمشاريع الإنمائية وغيرها.